# Lecco
Lecco (en llombard Lec) és un municipi italià, situat a la regió de la Llombardia i a la província de Lecco. L'any 2006 tenia 47.007 habitants.

## Barris i nuclis poblacionals
Acquate, Belledo, Bonacina, Castello, Chiuso, Germanedo, Laorca, Maggianico, Malavedo, Olate, Pescarenico, Rancio, San Giovanni, Santo Stefano